# فوم گلاس

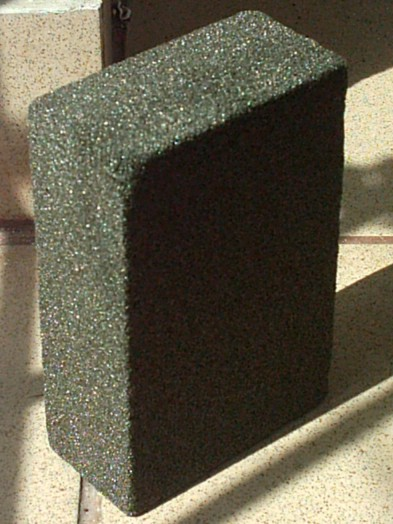
تصویری از یک بلوک از جنس فوم گلاس

فوم گلاس کاربری توأم عایق گرم و سرد می‌باشد. همچنین دارا بودن قابلیت‌هایی از جمله استحکام فشاری و خمشی بسیار بالا، عدم جذب آب و بخار آب، قابلیت کاربری در خصوص کف مخازن و عایق خطوط لوله زیر زمینی، مقاومت شیمیایی بسیار بالا و عدم تخریب محیط زیست و لایه ازن، جایگزین بسیار مناسبی برای عایق‌های رایج از جمله PIR, PUR و پشم سنگ می‌باشد.
عایق فوم گلاس تخته ایی (بورد یا بلوک) برای استفاده در سطوحی همچون دیوارها، درها، تانک‌ها در دمای پایین، سیستم‌های خنک‌کننده و صنایع مختلف همچون پالایشگاه‌ها، نیروگاه‌ها و ساختمان‌ها مناسب است.
سلولار گلاس لوله ایی (پایپ) برای استفاده در سیستم‌های بخار زیرزمینی، خطوط لولهٔ سرد و گرم، مکان‌های ساحلی و صنایعی همچون پالایشگاه‌ها، نیروگاه‌ها و ساختمان به کار می‌رود. همچنین انواع شکل‌های مختلف همچون زانویی، سه راهی، تبدیل و غیره قابل تولید است.